# Alex Rossi
Alex Sandro Rossi (Cacequi, Río Grande del Sur, 1968) es un exfutbolista brasileño. Se desempeñaba en la posición de delantero.

## Biografía
Alex Rossi nació el 22 de abril de 1968 en Cacequi, a 412 km de Porto Alegre (Brasil). Casado, tiene tres hijos (Pedro, Sandro y Bruno).

## Clubes
- S. C. Internacional (1990-1992)
- Cerro Porteño (1992-1993)
- Rosario Central (1993-1994)
- Banfield (1994-1995)
- Universitario de Deportes (1995-1996)
- Corinthians (1996-1997)
- CA Osasuna (1997-1998)
- Avai (1998-1999)
- São Caetano (2000)

- Tupi Football Club (2003)